# Kanton Allauch
Kanton Allauch is een kanton van het Franse departement Bouches-du-Rhône. Het kanton maakt deel uit van het arrondissement Marseille.

## Gemeenten
Het kanton Allauch omvatte tot 2014 de volgende 2 gemeenten:
- Allauch (hoofdplaats)
- Plan-de-Cuques

Bij de herindeling van de kantons door het decreet van 27 februari 2014, met uitwerking op 22 maart 2015, werden daar de volgende 8 gemeenten, afkomstig van het opgeheven kanton Roquevaire, aan toegevoegd : 
- Auriol
- Belcodène
- La Bouilladisse
- Cadolive
- La Destrousse
- Gréasque
- Peypin
- Saint-Savournin